# Saison 1984-1985 des Bulls de Chicago
La saison 1984-1985 des Bulls de Chicago est la 19e saison de basket-ball de la franchise américaine de la National Basketball Association (généralement désignée par le sigle NBA).
À l'intersaison 1984, la destinée de l’équipe change lorsqu’elle reçoit le 3e choix de la draft 1984 de la NBA, après Houston et Portland. Les Rockets ont choisi Hakeem Olajuwon, les Blazers ont choisi Sam Bowie et les Bulls ont choisi Michael Jordan, l'arrière de l’Université de Caroline du Nord. L’équipe, avec le nouveau propriétaire Jerry Reinsdorf et Jerry Krause en tant que manager général, a décidé de reconstruire autour de Jordan, qui est élu NBA Rookie of the Year et déjà nommé All-Star. Les Bulls retrouvent les playoffs mais sont éliminés par les Bucks de Milwaukee au premier tour en quatre matchs.

## Draft
| Tour | Choix | Joueur          | Poste | Nationalité | Provenance               |
| ---- | ----- | --------------- | ----- | ----------- | ------------------------ |
| 1    | 3     | Michael Jordan  | SG    | États-Unis  | North Carolina           |
| 2    | 37    | Ben Coleman     | PF    | États-Unis  | Maryland                 |
| 2    | 43    | Greg Wiltjer    | C     | Canada      |                          |
| 3    | 49    | Tim Dillon      |       | États-Unis  | Northern Illinois        |
| 4    | 72    | Melvin Johnson  |       | États-Unis  | North Carolina-Charlotte |
| 4    | 77    | Mark Halsel     |       | États-Unis  | Northeastern             |
| 5    | 95    | Lamont Robinson |       | États-Unis  | Lamar                    |
| 6    | 118   | Tim Tipton      |       | États-Unis  | Morehead State           |
| 7    | 141   | Butch Hays      |       | États-Unis  | California               |
| 8    | 164   | Brett Crawford  |       | États-Unis  | Alliant International    |
| 9    | 186   | Calvin Pierce   |       | États-Unis  | Oklahoma                 |
| 10   | 208   | Carl Lewis      |       | États-Unis  | Houston                  |

## Classements de la saison régulière
| Conférence Est | Conférence Est         | Conférence Est | Conférence Est | Conférence Est |
| No             | Franchise              | Vic.           | Déf.           | PCT            |
| -------------- | ---------------------- | -------------- | -------------- | -------------- |
| 1              | Celtics de Boston      | 63             | 19             | 76.8           |
| 2              | Bucks de Milwaukee     | 59             | 23             | 72.0           |
| 3              | 76ers de Philadelphie  | 58             | 24             | 70.7           |
| 4              | Pistons de Détroit     | 46             | 36             | 56.1           |
| 5              | Nets du New Jersey     | 42             | 40             | 51.2           |
| 6              | Bullets de Washington  | 40             | 42             | 48.8           |
| 7              | Bulls de Chicago       | 38             | 44             | 46.3           |
| 8              | Cavaliers de Cleveland | 36             | 46             | 43.9           |
|                |                        |                |                |                |
| 9              | Hawks d'Atlanta        | 34             | 48             | 41.5           |
| 10             | Knicks de New York     | 24             | 58             | 29.3           |
| 11             | Pacers de l'Indiana    | 22             | 60             | 26.8           |

| Division Centrale      | V  | D  | PCT  | GB |
| ---------------------- | -- | -- | ---- | -- |
| Bucks de Milwaukee     | 59 | 23 | 72.0 | -  |
| Pistons de Détroit     | 46 | 36 | 56.1 | 13 |
| Bulls de Chicago       | 38 | 44 | 46.3 | 21 |
| Cavaliers de Cleveland | 36 | 46 | 43.9 | 23 |
| Hawks d'Atlanta        | 34 | 48 | 41.5 | 25 |
| Pacers de l'Indiana    | 22 | 60 | 26.8 | 37 |

## Effectif
| Effectif des Bulls de Chicago 1984-1985 |
| --- |
| 0 Orlando Woolridge • 1 Wes Matthews • 3 Ennis Whatley • 10 Dave Greenwood • 13 Charles Jones • 21 Sidney Green • 22 Rod Higgins • 23 Michael Jordan • 27 Caldwell Jones • 32 Steve Johnson • 33 Jawann Oldham • 40 Dave Corzine • 44 Quintin DaileyEntraîneur : Kevin Loughery |

## Playoffs

### Premier tour
(2) Bucks de Milwaukee vs. (7) Bulls de Chicago : Chicago s'incline sur la série 1-3
- Game 1 @ The MECCA, Milwaukee : Milwaukee 109, Chicago 101
- Game 2 @ The MECCA, Milwaukee : Milwaukee 122, Chicago 115
- Game 3 @ Chicago Stadium, Chicago : Chicago 109, Milwaukee 107
- Game 4 @ Chicago Stadium, Chicago : Milwaukee 105, Chicago 97

## Statistiques

### Saison régulière
| Joueur            | MJ | MC | MPG  | FG%  | 3P%  | FT%  | RPG | APG | SPG  | BPG  | PPG  |
| ----------------- | -- | -- | ---- | ---- | ---- | ---- | --- | --- | ---- | ---- | ---- |
| Dave Corzine      | 82 | 50 | 25.1 | .486 | .000 | .745 | 5.1 | 1.7 | .39  | .78  | 8.5  |
| Quintin Dailey    | 79 | 0  | 26.6 | .473 | .233 | .817 | 2.6 | 2.4 | .90  | .06  | 16.0 |
| Chris Engler      | 3  | 0  | 1.0  | .500 | .000 | .000 | .7  | .0  | .00  | .00  | .7   |
| Sidney Green      | 48 | 1  | 15.4 | .432 | .000 | .806 | 5.1 | .6  | .23  | .29  | 6.1  |
| Dave Greenwood    | 61 | 28 | 25.0 | .458 | .000 | .713 | 6.4 | 1.3 | .56  | .30  | 6.1  |
| Rod Higgins       | 68 | 5  | 13.9 | .441 | .270 | .667 | 2.2 | 1.1 | .31  | .19  | 4.5  |
| Steve Johnson     | 74 | 54 | 22.4 | .545 | .000 | .718 | 5.9 | .9  | .50  | .84  | 10.0 |
| Caldwell Jones    | 42 | 32 | 21.1 | .461 | .000 | .766 | 5.0 | .8  | .29  | .74  | 3.4  |
| Charles Jones     | 3  | 0  | 9.7  | .500 | .000 | .667 | 2.0 | .3  | .00  | 1.67 | 2.7  |
| Michael Jordan    | 82 | 82 | 38.3 | .515 | .173 | .845 | 6.5 | 5.9 | 2.39 | .84  | 28.2 |
| Wes Matthews      | 78 | 38 | 19.5 | .495 | .125 | .694 | .9  | 4.5 | .94  | .15  | 5.7  |
| Jawann Oldham     | 63 | 0  | 15.8 | .464 | .000 | .680 | 3.7 | .5  | .17  | 2.02 | 3.4  |
| Ennis Whatley     | 70 | 44 | 19.8 | .447 | .111 | .791 | 1.4 | 5.4 | .94  | .14  | 5.0  |
| Orlando Woolridge | 77 | 76 | 36.6 | .554 | .000 | .785 | 5.6 | 1.8 | .75  | .49  | 22.9 |

### Playoffs
| Joueur            | MJ | MC | MPG  | FG%  | 3P%  | FT%   | RPG | APG | SPG  | BPG  | PPG  |
| ----------------- | -- | -- | ---- | ---- | ---- | ----- | --- | --- | ---- | ---- | ---- |
| Dave Corzine      | 4  |    | 19.2 | .667 | .000 | .833  | 5.5 | .8  | .50  | .25  | 8.2  |
| Quintin Dailey    | 4  |    | 32.2 | .419 | .143 | .727  | 3.2 | 2.8 | 1.00 | .00  | 15.2 |
| Sidney Green      | 3  |    | 18.0 | .500 | .000 | .636  | 5.0 | .7  | .00  | .33  | 10.3 |
| Dave Greenwood    | 4  |    | 34.8 | .536 | .000 | .800  | 7.8 | 1.2 | 1.50 | 1.00 | 9.5  |
| Rod Higgins       | 1  |    | 1.0  | .000 | .000 | .000  | .0  | .0  | .00  | .00  | .0   |
| Steve Johnson     | 3  |    | 7.3  | .286 | .000 | 1.000 | 1.7 | .7  | .00  | .00  | 2.0  |
| Caldwell Jones    | 2  |    | 9.0  | .833 | .000 | .000  | 2.5 | .0  | .00  | .50  | 5.0  |
| Michael Jordan    | 4  |    | 42.8 | .436 | .125 | .828  | 5.8 | 8.5 | 2.75 | 1.00 | 29.2 |
| Wes Matthews      | 4  |    | 22.8 | .344 | .000 | .778  | 1.5 | 3.0 | .75  | .00  | 7.2  |
| Jawann Oldham     | 4  |    | 22.8 | .467 | .000 | .000  | 5.5 | .8  | 1.50 | 1.75 | 3.5  |
| Orlando Woolridge | 4  |    | 41.8 | .500 | .000 | .778  | 3.2 | 2.0 | 1.50 | .25  | 20.5 |

## Récompenses
- Michael Jordan, NBA Rookie of the Year
- Michael Jordan, All-NBA Second Team
- Michael Jordan, NBA All-Rookie First Team
- Michael Jordan, NBA All-Star Game